# Конклин, Хейни
Хе́йни Ко́нклин (англ. Heinie Conklin; 15 июля 1886, Сан-Франциско, Калифорния — 30 июля 1959, Голливуд, Калифорния) — американский актёр-комик кино и телевидения, меньше известен как артист водевилей.

## Биография
Чарльз Джон Конклин (настоящее имя актёра) родился 16 июля 1886 года в городе Сан-Франциско (штат Калифорния, США). В 1900-х и 1910-х годах выступал в водевилях Orpheum Circuit и B. F. Keith Circuit.
С 1915 года начал сниматься в кино, до 1926 года (и один раз в 1932 году) в титрах указывался как Чарльз Конклин, а кроме того в 1918—1919 годах — как Чарльз Линн. Конклин был одним из оригинальных «Полицейских Кистоуна». Его обычный грим, «фирменный знак», был густые брови и тонкие, перевернутые вверх ногами, нарисованные усы а-ля кайзер Вильгельм, длинные тонкие усы в китайском стиле, завитые на концах.
Играл самые разнообразные эпизодические роли, из них наиболее часто: пьяниц, барменов, дворников, официантов, продавцов, водителей, музыкантов.
Хейни Конклин несколько раз снимался вместе с другим актёром-комиком, Честером Конклином, который даже родился в том же 1886 году. Эти двое мужчин являются однофамильцами и родственными отношениями не связаны.
Хейни Конклин скончался 30 июля 1959 года в Голливуде (город Лос-Анджелес, штат Калифорния) спустя две недели после своего 73-го дня рождения. Его тело было кремировано, прах упокоен в крематории «Часовня сосен».
Личная жизнь
14 ноября 1913 года Конклин женился на девушке по имени Айрин Блейк. У пары было трое детей: Чарльз, Тельма и Клиффорд.

## Избранная фильмография
За свою карьеру длиной 44 года (1915—1959) Конклин снялся в 494 кино- и телефильмах и телесериалах, в том числе 175 из них были короткометражными, а в 336 случаях он не был указан в титрах.
| Широкий экран В титрах указан 1919 — Янки Дудл в Берлине [англ.] / Yankee Doodle in Berlin — начальник строевой подготовки прусской гвардии 1919 — Сейлом против Шенандоа [англ.] / Salome vs. Shenandoah — актёр, играющий артиллерийского капитана / римский раб 1923 — День веры [англ.] / The Day of Faith — «Бандюга Дэрби» 1924 — Найди своего человека [англ.] / Find Your Man — лесоруб 1925 — Ниже линии [англ.] / Below the Line — помощник шерифа 1925 — Раскалённые шины [англ.] / Red Hot Tires — кучер 1925 — Семь грешников [англ.] / Seven Sinners — «Скарлатина» Сандерс 1925 — Стычка волков [англ.] / Clash of the Wolves — «Щёлочь» Билл 1925 — Аллея Хогана [англ.] / Hogan's Alley — друг Странника 1926 — Ночной крик [англ.] / The Night Cry — Тони 1926 — Фиговые листья [англ.] / Fig Leaves — Эдди МакСуигген 1928 — Воздушный цирк [англ.] / The Air Circus — Джерри МакСуиггин 1929 — Ночной парад [англ.] / Night Parade — Хейни 1929 — Представление представлений [англ.] / The Show of Shows — снеговик [ 3 ] 1929 — Тигровая роза / Tiger Rose — Гас 1933 — Всадники судьбы [англ.] / Riders of Destiny — Элмер, приспешник 1937 — Могучий Трив [англ.] / The Mighty Treve — патрон на аукционе 1938 — Маленькая мисс Бродвей [англ.] / Little Miss Broadway — музыкант 1939 — Голливудская кавалькада / Hollywood Cavalcade — полицейский из Кистоуна [англ.] 1940 — Доктор Кристиан встречает женщин [англ.] / Dr. Christian Meets the Women — Эд, сантехник 1940 — Маленький Абнер [англ.] / Li'l Abner — холостяк на Дне Сэди Хокинса [англ.] 1947 — Злоключения Полин [англ.] / The Perils of Pauline — полицейский в студии 1955 — Эбботт и Костелло встречают полицейских из Кистоуна / Abbott and Costello Meet the Keystone Kops — охранник в киностудии | 1920-е - 1921 — Кумир публики / A Small Town Idol — шут в фильме - 1924 — Пожарный патруль / The Fire Patrol — пожарный - 1925 — Золотая лихорадка / The Gold Rush — золотоискатель - 1928 — Цирк / The Circus — клоун - 1929 — Переулок / Side Street — пьяница на вечеринке 1930-е Список содержит несколько десятков пунктов - 1930 — На Западном фронте без перемен / All Quiet on the Western Front — Джозеф Хаммачер - 1930 — Суп для чудаков / Soup to Nuts — игрок в шашки - 1930 — Представьте себе / Just Imagine — пьяница в 1880 году - 1931 — Великий луг / The Great Meadow — первопроходец - 1931 — Отсидеться / Sit Tight — тренер по борьбе - 1931 — Янки из Коннектикута / A Connecticut Yankee — чихающий мужчина на радиостанции - 1931 — Железный человек / Iron Man — боксёр - 1931 — Путешествующие мужья / Traveling Husbands — Эл, официант - 1931 — Закон моря / The Law of the Sea — пожарный - 1932 — Страстный водопроводчик / The Passionate Plumber — охотник с винтовкой на дуэли - 1932 — Мокрый парад / The Wet Parade — пьяница - 1932 — Сколько стоит Голливуд? / What Price Hollywood? — владелец автомобиля - 1932 — Ножки на миллион долларов / Million Dollar Legs — секретный эмиссар - 1932 — Я и моя девушка / Me and My Gal — сообщник грабителя банка - 1932 — Фриско Дженни / Frisco Jenny — официант, обнаруживший труп - 1933 — Она обошлась с ним нечестно / She Done Him Wrong — дворник - 1933 — Аллилуйя, я лентяй / Hallelujah, I'm a Bum — Лентяй - 1933 — Замочная скважина / The Keyhole — мистер Смит (мужчина, выходящий из номера 410) - 1933 — Дипломаньяки / Diplomaniacs — делегат Мирной конференции - 1933 — Лилли Тёрнер / Lilly Turner — продавец закусочной - 1933 — Частный детектив 62 / Private Detective 62 — бармен - 1933 — Мордашка / Baby Face — официант спикизи - 1933 — Вольтер / Voltaire — протестующий в Монтаже - 1933 — Бауэри / The Bowery — «Мопс» - 1933 — Джимми и Салли / Jimmy and Sally — приспешник Джо - 1934 — Беглые любовники / Fugitive Lovers — пассажир автобуса - 1934 — Болеро / Bolero — официант в пивном саду - 1934 — Показуха / The Show-Off — пассажир экскурсионного катера - 1934 — Уголовники рая / Jail Birds of Paradise — заключённый (к/м) - 1934 — Большая идея / The Big Idea — пьяница, говорящий по телефону (к/м) - 1934 — Самое дорогое в жизни / The Most Precious Thing in Life — носильщик - 1934 — ? / The Personality Kid — хеклер на лекции о здоровье - 1934 — Смерть Бриллианта / Death on the Diamond — продавец хот-догов - 1934 — Капитан ненавидит море / The Captain Hates the Sea — помощник бармена - 1934 — Бродвей Билл / Broadway Bill — мужчина, делающий ставку на Бродвея Билла - 1935 — Рагглс из Рэд-Гэпа / Ruggles of Red Gap — официант в гриль-кафе - 1935 — Отверженные / Les Misérables — пьяница в гостинице - 1935 — Никакущие вояки Гражданской войны / Uncivil Warriors — часовой-конфедерат (к/м) - 1935 — Девушка с 10-й авеню / The Girl from 10th Avenue — официант - 1935 — Человек-убийца / The Murder Man — секретарь надзирателя - 1935 — Человек на летающей трапеции / Man on the Flying Trapeze — дворник - 1935 — Пароход, плывущий по течению / Steamboat Round the Bend — уголовник - 1935 — Она не могла взять это / She Couldn't Take It — официант - 1935 — Варварское побережье / Barbary Coast — игрок в азартные игры - 1935 — Музыка — это магия / Music Is Magic — пассажир автобуса - 1936 — Всё проходит / Anything Goes — репортёр - 1936 — Новые времена / Modern Times — рабочий сборочной линии - 1936 — Кино-маньяки / Movie Maniacs — охранник (к/м) - 1936 — Когда униформа — это бремя / Half Shot Shooters — офицер (к/м) - 1936 — Ритм на кручах / Rhythm on the Range — водитель - 1936 — Белый Клык / White Fang — мужчина с «волшебным фонарём» - 1936 — Пеппер / Pepper — прохожий - 1936 — Свадебный подарок / Wedding Present — Герман, музыкант - 1936 — Приди и владей / Come and Get It — пьяница - 1936 — Три умные девушки / Three Smart Girls — бродяга в парке на скамье - 1936 — За тонким человеком / After the Thin Man — проводник - 1937 — О, доктор / Oh, Doctor — мужчина - 1937 — Стелла Даллас / Stella Dallas — пассажир поезда - 1937 — Сто мужчин и одна девушка / One Hundred Men and a Girl — Бен Дэвис, скрипач - 1937 — Двойная свадьба / Double Wedding — продавец хот-догов - 1937 — Ты моя душенька / You're a Sweetheart — игрок в аптеке - 1938 — Городская девушка / City Girl — повар - 1938 — Салли, Ирен и Мэри / Sally, Irene and Mary — продавец снэков - 1938 — Профессор, остерегайся / Professor Beware — художник билбордов - 1938 — Пойте, грешники / Sing You Sinners — хозяин закусочной - 1938 — Плоскостопие Балбесов / Flat Foot Stooges — регулировщик (к/м) - 1938 — Дом газетчиков / Newsboys' Home — Доминик, продавец хот-догов - 1939 — Пусть звенит свобода / Let Freedom Ring — горожанин - 1939 — Сержант Мэдден / Sergeant Madden — пьяница - 1939 — Не рассказывай сказки / Tell No Tales — бродячий комик - 1939 — Приглашение к счастью / Invitation to Happiness — Джо, повар - 1939 — Маршал границы / Frontier Marshal — пьяница - 1939 — Чарли Чан на Острове сокровищ / Charlie Chan at Treasure Island — таксист 1940-е Список содержит несколько десятков пунктов - 1940 — Зелёный Шершень / The Green Hornet — охранник (к/с, в 10-м эпизоде) - 1940 — Старшая школа / High School — старьёвщик - 1940 — Отважный доктор Кристиан / The Courageous Dr. Christian — пинбол-зависимый - 1940 — Две девушки на Бродвее / Two Girls on Broadway — мужчина с печатью - 1940 — Ты не такой уж и крутой / You're Not So Tough — хозяин магазинчика - 1940 — Плавящееся золото / Flowing Gold — мужчина, ожидающий работу - 1940 — Человек с Запада / The Westerner — кассир-билетёр - 1940 — Призрак Китайского квартала / Phantom of Chinatown — детектив в холодильнике - 1940 — Второй хор / Second Chorus — репортёр - 1941 — Леди из Луизианы / Lady from Louisiana — мужчина, выигравший в лотерею - 1941 — Акцент на любви / Accent on Love — рабочий - 1941 — А вот и мистер Джордан / Here Comes Mr. Jordan — репортёр - 1941 — Кабак / Honky Tonk — пациент стоматолога - 1941 — Ночной кошмар / I Wake Up Screaming — прохожий, покупающий газету - 1941 — Великолепный сноб / The Perfect Snob — носильщик - 1942 — Мальчик-локомотив творит добро / Loco Boy Makes Good — хозяин ночного клуба (к/м) - 1942 — К берегам Триполи / To the Shores of Tripoli — зритель на параде - 1942 — Это случилось во Флэтбуше / It Happened in Flatbush — бейсбольный тренер - 1942 — Почтальон не позвонил / The Postman Didn't Ring — слушатель в суде - 1942 — Гордость янки / The Pride of the Yankees — мужчина, клеющий обои - 1942 — Её картонный любовник / Her Cardboard Lover — пьяница в суде - 1942 — Даже в долг / Even as IOU — привратник (к/м) - 1943 — После полуночи с Бостоном Блэки / After Midnight with Boston Blackie — рабочий - 1943 — Шумный призрак / Spook Louder — мужчина в костюме демона (к/м) - 1943 — Возвращение с фронта / Back from the Front — немецкий моряк (к/м) - 1943 — Три маленьких чудака / Three Little Twirps — Луи, сопровождающий (к/м) - 1943 — То, что она не отдаст / Hers to Hold — коротышка - 1943 — Итак, это Вашингтон / So This Is Washington — Стив Рейнольдс, станционный агент - 1943 — Сумасшедший дом / Crazy House — полицейский из Кистоуна - 1943 — Шанс всей жизни / The Chance of a Lifetime — полицейский сержант - 1944 — Пропуск в судьбу / Passport to Destiny — моряк с грузового судна - 1944 — Занятые друзья / Busy Buddies — покупатель яиц (к/м) - 1944 — Женщина из джунглей / Jungle Woman — присяжный - 1944 — Рождественские каникулы / Christmas Holiday — присяжный - 1944 — Великий момент / The Great Moment — дворник - 1944 — ? / Pick a Peck of Plumbers — Элвис, садовник (к/м) - 1944 — Потерявшиеся в гареме / Lost in a Harem — посетитель кафе - 1944 — Не могу не петь / Can't Help Singing — официант - 1945 — ? / Three Pests in a Mess — мужчина в костюме демона (к/м) - 1945 — Без любви / Without Love — мужчина в коридоре - 1945 — Побег в тумане / Escape in the Fog — свидетель происшествия - 1945 — Мелкофоны / Micro-Phonies — пианист на радиостанции (к/м) - 1946 — Святой бандит / The Hoodlum Saint — «Кружка» - 1946 — Лучшие годы нашей жизни / The Best Years of Our Lives — покупатель - 1946 — Мальчик и его собака / A Boy and His Dog — горожанин на собрании (к/м) - 1947 — Неверная / The Unfaithful — пассажир трамвая - 1947 — Ночь страха / Fright Night — менеджер боксёра Горилла Уотсон - 1947 — Странный Дикий Запад / Out West — бармен (к/м) - 1947 — Держите этого льва! / Hold That Lion! — кондуктор в поезде (к/м) - 1947 — Интересно, кто сейчас её целует / I Wonder Who's Kissing Her Now — продавец в театре - 1947 — Моя дикая Ирландская Роза / My Wild Irish Rose — мужчина, выводимый полицией из театра - 1947 — Двойная жизнь / A Double Life — бармен - 1948 — Большой город / Big City — пьяный пьяница - 1948 — Стены Иерихона / The Walls of Jericho — слушатель в суде - 1948 — Я — дядя обезьяны / I'm a Monkey's Uncle — молочник (к/м) - 1948 — Придорожное заведение / Road House — мужчина с газетой / судебный клерк - 1948 — Только ваш / Unfaithfully Yours — участник концерта - 1948 — Семейный медовый месяц / Family Honeymoon — пассажир поезда - 1948 — Преступление на их руках / Crime on Their Hands — бармен (к/м) - 1948 — Заряженные пистолеты / Loaded Pistols — коротышка на танцах - 1949 — Цыплёнок каждое воскресенье / Chicken Every Sunday — мужчина на балу / картёжник в салуне / прохожий - 1949 — Одинокий Волк и его леди / The Lone Wolf and His Lady — дворник - 1949 — Подстава / The Set-Up — зритель на бое - 1949 — История Стрэттона / The Stratton Story — бейсбольный фанат - 1949 — Леди играет в азартные игры / The Lady Gambles — Джо, игрок в азартные игры - 1949 — Прекрасная блондинка из Бэшфул-Бенда / The Beautiful Blonde from Bashful Bend — официант - 1949 — Дочь Нептуна / Neptune's Daughter — конюх - 1949 — Отец был защитником / Father Was a Fullback — Эд 1950-е Список содержит несколько десятков пунктов - 1950 — Пробивные ковбои / Punchy Cowpunchers — бармен (к/м) - 1950 — Женщина в бегах / Woman in Hiding — гостиничный официант - 1950 — Засада / Ambush — квартирмейстер - 1950 — Когда Вилли возвращался домой / When Willie Comes Marching Home — американский легионер на танцах - 1950 — Уобаш-авеню / Wabash Avenue — хозяин салуна - 1950 — Убить судью / Kill the Umpire — мужчина на верхней полке - 1950 — Стрелок / The Gunfighter — горожанин на похоронах - 1950 — Люблю этого грубияна / Love That Brute — зевака на похоронах - 1950 — Сломанная Стрела / Broken Arrow — горожанин - 1950 — Джекпот / The Jackpot — рабочий - 1951 — Санта-Фе / Santa Fe — пьяница - 1951 — Моложе себя и не почувствуешь / As Young as You Feel — организатор концерта - 1951 — Парень, который вернулся / The Guy Who Came Back — зритель на матче - 1951 — Уля-ля-ля / Hula-La-La — король туземцев острова Рарабонга (к/м) - 1951 — Золотая девушка / Golden Girl — житель Рэббит-Крика - 1951 — Босой почтальон / The Barefoot Mailman — горожанин на танцах - 1952 — Горящее Перо / Flaming Feather — горожанин - 1952 — Всё может случиться / Anything Can Happen — садовник - 1952 — С песней в моём сердце / With a Song in My Heart — радиослушатель - 1952 — Карабин Уильямса / Carbine Williams — слушатель в суде - 1952 — Гордость Сент-Луиса / The Pride of St. Louis — зритель на бейсбольном матче - 1952 — Пленники болот / Lure of the Wilderness — горожанин на танцах - 1952 — Отверженные / Les Misérables — гражданин - 1952 — Парк-Роу / Park Row — прохожий - 1952 — Мартышкин труд / Monkey Business — маляр - 1952 — Из-за тебя / Because of You — продавец мороженого - 1952 — Звёзды и полосы навсегда / Stars and Stripes Forever — зритель в толпе на концерте в Атланте - 1953 — Девушки в ночи / Girls in the Night — продавец лотка овощи-фрукты - 1953 — Зовите меня «мадам» / Call Me Madam — горожанин на ярмарке - 1953 — 49-й человек / The 49th Man — посредник с ранцем - 1953 — Происшествие на Саут-стрит / Pickup on South Street — пассажир подземки - 1953 — Лев на улицах / A Lion Is in the Streets — слушатель в суде - 1954 — Затхлые мушкетёры / Musty Musketeers — стражник (к/м) - 1954 — Сломанное копьё / Broken Lance — слушатель в суде - 1954 — Чёрные дакоты / The Black Dakotas — горожанин - 1954 — Звезда родилась / A Star Is Born — участник комедийного бенефиса - 1954 — Заместитель шерифа Дестри / Destry — пьяница - 1955 — Как быть очень-очень популярным / How to Be Very, Very Popular — зевающий мужчина в стрип-баре - 1955 — Негодяи / The Spoilers — шахтёр - 1955 — Квадратные джунгли / The Square Jungle — служащий боксёрского ринга, ударяющий в колокол - 1956 — Мятежный подросток / Teenage Rebel — Movie Patrol - 1956 — Люби меня нежно / Love Me Tender — пассажир поезда - 1957 — Шляпа, полная дождя / A Hatful of Rain — пьяница - 1957 — Джинн Иглс / Jeanne Eagels — Джо, работник карнавала - 1957 — Пейтон-Плейс / Peyton Place — слушатель в суде - 1958 — Фифи теряет блузку / Fifi Blows Her Top — бармен (к/м) - 1958 — Кричащая женщина / Screaming Mimi — газетчик - 1958 — Хороший маленький банк, который следует ограбить / A Nice Little Bank That Should Be Robbed — владелец гоночного трека - 1959 — Хороший день для повешения / Good Day for a Hanging — слушатель в суде Во всех случаях в титрах не указан - 1953 — Приключения Супермена / Adventures of Superman — багажный клерк (в эпизоде Czar of the Underworld) - 1953, 1955 — Дни в Долине Смерти / Death Valley Days — разные роли (в 5 эпизодах) - 1954 — Это ваша жизнь / This Is Your Life — в роли самого себя (в выпуске Mack Sennett) - 1954 — Энни Окли / Annie Oakley — горожанин (в эпизоде Justice Guns) - 1955 — Театр научной фантастики / Science Fiction Theatre — дворник (в эпизоде The Stones Began to Move) - 1955 — Театр режиссёров экрана / Screen Directors Playhouse — официант в салуне в вестерн-комедии (в эпизоде The Silent Partner) - 1957 — Мальчик-циркач / Circus Boy — разные роли (в 2 эпизодах) - 1958 — Есть оружие — будут и путешествия / Have Gun – Will Travel — разные роли (в 3 эпизодах) - 1959 — Дымок из ствола / Gunsmoke — пьяница (в эпизоде The Choice) |